# G3 (국제정치)
G3(영어: Group of Three, 그룹 오브 쓰리)는 미국과 중화인민공화국, 인도등 거대한 인구와 GDP를 기반으로 세계 경제를 삼등분하는 3개의 강대국을 말한다. G7이나 G20 등의 다자 정상회담과는 달리 정기적 협의체를 의미하는 것은 아니며, 선진국의 지표와도 구별된다. 

## 역사

### 인도의 경제 고도성장
세계 경제 순위 10위던 인도는 2013년부터 고도 성장해서 2020년 현재 세계 경제력 순위 5위를 달성했다.

## 같이 보기
- G2
- G20
- 인도의 경제